# Ямдена
Ямдена (індонез. Pulau Yamdena; англ. Yamdena) — найбільший острів групи островів Танімбар (Молуккські острови, Південно-Східна Азія), розташований на межі морів Банда та Арафурського, що в Тихому океані, на схід від острова Тимор, входить до складу Індонезії.

## Географія
Острів адміністративно належить до округу Західне Південно-Східне Малуку, провінції Малуку. Розташований в південній частині архіпелагу Молуккські острови, за 410 км на схід — північний схід від острова Тимор, за 260 км на захід — південний захід від острова Теранґан та за 350 км на північ від Австралійського континенту. Омивається водами морів: Банда — північно-західне узбережжя, та Арафурського — південно-східне узбережжя. Острів простягся з південного-заходу на північний-схід на 110 км, при максимальній ширині близько 40 км. Має площу — 3100 км² (23-тє місце в Індонезії та 160-те у світі), за іншими даними площа острова становить 2981 км². Рельєф більшої частини острова рівнинний, тільки вздовж східного узбережжя простяглися пагорби, з найбільшою висотою до 290 м.
У лісах острова мешкають індійські буйволи. У 1987 році на острові був відкритий і описаний новий вид короткокрилих очеретянок.

## Населення
Більша частина населення острова говорить на мові ямдена, яка відноситься до австронезійської мовної сім'ї. Найпоширеніша релігія — християнство, хоча досі практикується і культ предків. Адміністративний центр округу Західне Південно-Східне Малуку і найнаселеніший пункт — місто Саумлакі (149 790 осіб), розташоване в крайній частині південно-східного узбережжя острова.